# ヴァンサン・ラフォルグ
ヴァンサン・ラフォルグ（Vincent Lafforgue, 1974年1月20日 - ）は、フランスの数学者で、代数幾何学、特にラングランズ・プログラムの分野で活動している。現在、グルノーブルのフーリエ研究所でCNRSの研究部長（Directeur de Recherches）を務めている。フィールズ賞受賞者のローラン・ラフォルグは兄。名前のVincentは英語読みで「ヴィンセント」とも読む。

## 栄誉
作用素環のK理論に対する貢献、すなわち{\displaystyle \mathrm {SL} (3,\mathbb {R} )}、{\displaystyle \mathrm {SL} (3,\mathbb {C} )}、{\displaystyle \mathrm {SL} (3,\mathbb {Q} _{p})}とその他のいつくかの局所コンパクト群、そしてより一般的な対象、これらの離散共コンパクト部分群に対するバウム・コンヌ予想の証明に対して、ラフォルグにヨーロッパ数学会賞が授与された。ラフォルグは国際数学オリンピックに出場し、1990年と1991年に満点を取った。フランスの数学者で、2つの金メダルを獲ったのはラフォルグとJoseph Najnudel（1997–98）の二人だけである。ラフォルグは2002年の北京で開かれた国際数学者会議で招待講演を行い、2018年のリオデジャネイロで開かれた同会議で基調講演を行った。2019年には、関数空間の場合のラングランズ・プログラムに対するエレガントで革新的な貢献に対して、数学ブレイクスルー賞が授与された。この業績はすなわち、大域関数空間上で定義された連結簡約群に対する、保形形式からガロア表現への方向のラングランズ対応を構築したものである。